# 성심여자대학교
성심여자대학교(聖心女子大學校)는 천주교 대한성심수녀회(大韓聖心修女會)에서 설립, 운영했던 여자 사립대학교였다.
일본의 성심여자대학은 대한민국에 있는 성심여자고등학교와, 1994년에 가톨릭대학교로 통합된 구 성심여자대학교와 동일하게 성심수녀회(Society of the Sacred Heart)에서 설립, 운영하는 대학이다.

## 연혁
- 1960년 성심학원 설립 인가
- 1964년 강원도 춘천시 옥천동에 성심여자대학교 개교
- 1961년 총 7개과 단과대학 설립
- 1963년 직원식당, 학생식당 설치
- 1965년 성심여대 도서관 개원
- 1971년 본교 증과 설치
- 1974년 경기도 부천시 분교 설립
- 1979년 대학원 설립 인가
- 1982년 부천 분교로 캠퍼스 통합
- 1994년 가톨릭대학교에 통합[1]

## 같이 보기
- 성심여자고등학교
- 성심여자중학교
- 성심여자대학 (일본)
- 사크로 쿠오레 가톨릭 대학교